# Glaucomyina
Glaucomyina és una subtribu d'esquirols voladors de la família dels esciúrids. Està formada per diverses espècies d'esquirol volador del Vell i Nou Món.

## Taxonomia
- Gènere Eoglaucomys
  - Esquirol volador de Caixmir (Eoglaucomys fimbriatus)
- Gènere Glaucomys
  - G. oregonensis
  - Esquirol volador d'Amèrica septentrional (Glaucomys sabrinus)
  - Esquirol volador d'Amèrica meridional (Glaucomys volans)
- Gènere Hylopetes[3]
  - Esquirol volador blanc i negre (Hylopetes alboniger)
  - Esquirol volador de Bartels (Hylopetes bartelsi)
  - Esquirol volador de galtes grises (Hylopetes lepidus)
  - Esquirol volador de Palawan (Hylopetes nigripes)
  - Esquirol volador de Phayre (Hylopetes phayrei)
  - Esquirol volador de Jentink (Hylopetes platyurus)
  - Esquirol volador de Sipora (Hylopetes sipora)
  - Esquirol volador de galtes vermelles (Hylopetes spadiceus)
  - Esquirol volador de Winston (Hylopetes winstoni)
- Gènere Iomys
  - Esquirol volador de Horsfield (Iomys horsfieldii)
  - Esquirol volador de l'illa Sipora (Iomys sipora)
- Gènere Petaurillus
  - Esquirol volador pigmeu menor (Petaurillus emiliae)
  - Esquirol volador pigmeu de Hose (Petaurillus hosei)
  - Esquirol volador pigmeu de Kinloch (Petaurillus kinlochii)
- Gènere Petinomys
  - Esquirol volador de Basilan (Petinomys crinitus)
  - Esquirol volador de patilles (Petinomys genibarbis)
  - Esquirol volador de Hagen (Petinomys hageni)
  - Esquirol volador de Mentawai (Petinomys lugens)
  - Esquirol volador de Mindanao (Petinomys mindanensis)
  - Esquirol volador fletxa (Petinomys sagitta)
  - Esquirol volador de Temminck (Petinomys setosus)
  - Esquirol volador de Vordermann (Petinomys vordermanni)
  - Esquirol volador de Travancore (Petinomys fuscocapillus)